# Zubštejn
Zubštejn är en kulle i Tjeckien.   Den ligger i regionen Vysočina, i den östra delen av landet, 150 km öster om huvudstaden Prag. Toppen på Zubštejn är 688 meter över havet, eller 140 meter över den omgivande terrängen. Bredden vid basen är 4,0 km. Zubštejn ingår i Žďárské vrchy.
Terrängen runt Zubštejn är kuperad österut, men västerut är den platt. Runt Zubštejn är det ganska tätbefolkat, med 78 invånare per kvadratkilometer. Närmaste större samhälle är Bystřice nad Pernštejnem, 4,8 km väster om Zubštejn. I omgivningarna runt Zubštejn växer i huvudsak blandskog.